# Nina Burger
Nina Burger (Tulln an der Donau, 1987. december 27. –) osztrák válogatott labdarúgó.

## Pályafutása

### Klubcsapatokban
1995 augusztusa óta játszott a SV Hausleiten ifjúsági csapatában. 2001 szeptemberében elfogadta az akkor a NÖ-Landesligában szereplő SV Langenrohr szerződését. 2003-ban megnyerték a bajnokságot és bemutatkozhatott a másodosztály Keleti csoportjában.
Az SV Neulengbach 2005-ben csábította magához a tehetséges támadót és 2014-ig 9 bajnoki és 6 gólkirálynői címet szerzett csapatával.
2014 áprilisában az amerikai Houston Dash együtteséhez igazolt, egy hónappal rá pedig megszerezte első találatát a Washington Spirit ellen. Tengerentúli karrierje mindössze egy évet ölelt át, mert elkötelezte magát a német SC Sandhoz 2015. június 15-én.

### A válogatottban
2005. szeptember 1-én mutatkozott be a válogatottban egy világbajnoki selejtező mérkőzésen Anglia ellen. Második mérkőzésén kétszer volt eredményes Magyarország ellen.
2016-ban megnyerte a válogatottal a Ciprus-kupát, az Európa-bajnokságon pedig az elődöntőben búcsúztatta őket Dánia nemzeti tizenegye.
2019. április 1-én bejelentette, hogy a szezon végén visszavonul. Utolsó válogatott mérkőzését április 8-án játszotta a Svédország elleni barátságos találkozón.
108 mérkőzésen 53 alkalommal szerzett gólt a válogatott színeiben, ezzel a legtöbbszörös válogatott és a leggólerősebb játékos az osztrák női labdarúgás történetében.

## Sikerei, díjai

### Klubcsapatokban
Osztrák bajnok (9):
- SV Neulengbach: 2006, 2007, 2008, 2009, 2010, 2011, 2012, 2013, 2014

Osztrák kupagyőztes (7):
- SV Neulengbach: 2006, 2007, 2008, 2009, 2010, 2011, 2012

### A válogatottban
Ausztria
- Ciprus-kupa aranyérmes: 2016[3]